# بيريو
لوتشيانو بيريو (بالإيطالية: Luciano Berio)‏ كافالييري دي غران كروتشي (24 أكتوبر 1925 - 27 مايو 2003) ملحن إيطالي. يعرف بعمله التجريبي (ولا سيما تأليفه لسينفونيا 1968 أصوات وأوركسترا وسلسلة مرقمة من القطع الموسيقية الفردية المعروفة باسم سيكينزا) وكذلك لعمله الرائد في الموسيقى الالكترونية.

## حياته
تتميز موسيقى لوتشيانو بيريو علاوة على كل شيء بحبه للمسرح وانبهاره بالصوت ورغبته المستمرة للانشغال بموسيقى الماضي وكذلك الحاضر. اعتمادا على نطاق التأثيرات التي تصلنا من أشعار دانتي لسياسة مارتن لوثر كينغ ومن أوبرات مونتفردي إلى أصوات الجاز الحديث، اعتنق إنتاجه كل التطورات الموسيقية الهامة في عصره، بما في ذلك الموسيقى الإلكترونية، والمسرح الموسيقي وأعمال تستخدم الاقتباس والكولاج – بالتالي نقدم وصف ناقد له وهو أنه فنان «شامل».
ميل بيريو نحو الموسيقى الغنائية تبناه علاقته بالمطربة الأمريكية المعروفة كاثي بربيريان، التي كتب لها الكثير من أعماله الأولى والتي استخدم تنوع صوتها وحضورها المسرحي الجذاب بثراء في أعمال مثل رسيتال واحد وتسلسل رقم 3، كلهما يبهم بشكل مثير للاهتمام الحدود بين الأغنية التقليدية والمسرح الموسيقي. في نفس الوقت وهو يؤلف مقطوعاته الغنائية الملهمة berberia، كما كان بيريو يستكشف التفاعلات الأعقد للموسيقى والنص في 3 أعمال هامة للستينات «إبيفاني» 1962 ولابورنتاس وسبتفونيا، بينهم لحن كم متنوع كبير من النصوص تراوحا من دافني إلى ليفي شترواس في نطاق مرسل للأساليب الموسيقية أشهرها في الحركة الثالثة من سنفونيا تخلق شبكة موسيقية معقدة حول الحركة الثالثة من سيمفونية مالر الثانية.
مع الشعور المسرحي الذي كان ضمني في كل هذه الأعمال، لا عجب أن بيريو سرعان ما بدأ يتجه للأوبرا ربما صورة من الأوبرا التي تدين قليلا للنماذج التقليدية. تجاربه في النوع يمثلها أفضل شيء أوبراه الثالثة «ملك يستمع» بكلمات لكالفينو، أوبرا عن البروفات والمسابقات للأوبرا – ليست قصة درامية موسيقية قدر ما هي تامل ممتد في معنى السماع والغناء والذاكرة.
النصوص الموسيقية واللفظية التي تميز الكثير من أعمال بيريو الصوتية والمسرحية تحد نظيرها في كثير من أعماله الآلية البحتة. عام 1958 شرع في سلسلة من المقطوعات الآلية، Sequenza، البراعة الفنية لها أحيانا تقدم توازي آلي للأعمال الغنائية. تلا هذا سلسلة أخرى من الأعمال المتصلة chemins، حيث يعاد تسلسل Sequenza الموجودة فعلا داخل الطبقات الجديدة من المصاحبة الموسيقية والتعليق، بدلا من الحركة الثالثة للسينفونيا قدمت طبقات جديدة من التعليق الموسيقي واللفظي حول الحركة السيمفونية لمالر.
يمكن إيجاد الانشغال المماثل بإعادة التأليف و«تقنيات التعليق» في التسلسل الثري لأعمال بيريو (الآلية أساسا) القائمة على الموسيقى الشعبية. رغم رجوع هذا الاهتمام لأغانيه الشعبية لسنة 1964، كان في الأعمال الآلية للسبعينات والثمانينات أن هذا الجانب من موسيقاه صارت مهمة بشكل خاص، نتذكره في عمل voci 1984 وهو أعادة توزيع حزين للألحان الشعبية الصقلية للفيولا والأوركسترا، وritorno degli snovidenia
1977، المقتبس من أجزاء من أغاني ثورية روسية للتشيللو والأوركسترا. الحوار المستمر لبيريو مع التقليد الموسيقي يمكن أيضا رؤيته في مختلف توزيعات الأعمال لديفايا ومالر وبرامز ضمن آخرين وبالأخص في عمله Rendering 1989، إكماله الإبداعي للاسكتشات السيمفونية غير المكتملة لشوبرت.

## وصلات خارجية
- بيريو على موقع IMDb (الإنجليزية)
- بيريو على موقع الموسوعة البريطانية (الإنجليزية)
- بيريو على موقع مونزينجر (الألمانية)
- بيريو على موقع ميوزك برينز (الإنجليزية)
- بيريو على موقع أول موفي (الإنجليزية)
- بيريو على موقع قاعدة بيانات الأفلام السويدية (السويدية)
- بيريو على موقع إن إن دي بي (الإنجليزية)
- بيريو على موقع أول ميوزيك (الإنجليزية)
- بيريو على موقع ديسكوغز (الإنجليزية)
- بيريو على موقع قاعدة بيانات الفيلم (الإنجليزية)

1. ↑   https://www.praemiumimperiale.org/en/laureate-en/laureates-en. اطلع عليه بتاريخ 2022-03-19. {{استشهاد ويب}}: |url= بحاجة لعنوان (مساعدة) والوسيط |title= غير موجود أو فارغ (من ويكي بيانات) (مساعدة)
2. ↑  MusicBrainz (بالإنجليزية), MetaBrainz Foundation, QID:Q14005
3. ↑  The Rough Guide to Classical Music by Joe Staines